# Bloqueio Não
O Bloqueio Não é um movimento apoiado pela Oi para lutar pelos direitos dos consumidores de terem aparelhos celulares desbloqueados. Depois de conseguir quase dois milhões de assinaturas em um abaixo-assinado, em 18 de março de 2010, a Anatel confirmou o Regulamento da telefonia móvel (Regulamento do SMP anexo à resolução 477), divulgando a súmula 8:
“O desbloqueio de Estação Móvel é direito do usuário do SMP que pode ser exercido a qualquer momento junto à Prestadora responsável pelo bloqueio, sendo vedada a cobrança de qualquer valor ao usuário pela realização desse serviço.
O desbloqueio da Estação não implica a desistência de benefício prevista no art. 40, §8° do Regulamento do SMP, nem a resolução do instrumento contratual de oferta do benefício, não cabendo, portanto, cobrança de qualquer valor nessa hipótese.”.

## Operadoras que apoiam o movimento
Estas operadoras apoiam o movimento Bloqueio Não e iniciaram a venda de aparelhos celulares desbloqueados:
- Oi
- CTBC

## Lojas que vendem aparelhos desbloqueados
Segundo o site oficial do Bloqueio Não, estas lojas vendem aparelhos celulares desbloqueados:
- Hiper Extra
- Walmart
- BIG
- Casa & Video
- Ponto Frio
- Lojas Americanas
- C&A
- Pernambucanas
- Carrefour
- Bompreço
- Lojas Maia
- Casas Bahia

## Controvérsia
O movimento é considerado por alguns profissionais de marketing como sendo uma campanha publicitária do tipo Astroturfing, que consiste em práticas publicitárias que tentam fomentar movimentos populares. Porém, graças a este movimento o desbloqueio de aparelhos celulares virou lei.